# ريخات شالا
ريخات شالا (26 يوليو 1983 ببريزرن في كوسوفو - ) هو لاعب كرة قدم سويسري في مركز الوسط. شارك مع منتخب سويسرا تحت 21 سنة لكرة القدم. أما مع النوادي، فقد لعب مع نادي تيوتا دورس ونادي ساليرنيتانا ونادي شافهاوزن ونادي غراسهوبر زيوريخ ونادي فلازنيا شكودر ونادي فوجيا ونادي كالياري ونادي لوغانو ونادي نوفارا ونادي أميكال ‏ ونادي تارانتو 1927.

## وصلات خارجية
- ريخات شالا على موقع قاعدة بيانات كرة القدم.إي يو (الإنجليزية)
- ريخات شالا على موقع Soccerway.com (الإنجليزية)
- ريخات شالا على موقع عالم كرة القدم.نت (الإنجليزية)